# Andrés Carrasco Carrillo
Andrés Carrasco Carrillo   (Olèrdola, 4 de març de 1978) és un entrenador de futbol català.

## Trajectòria
Carrasco va treballar durant 11 anys a La Masia del FC Barcelona, entrenant i coordinant el futbol base. El juny de 2011 es va traslladar a l'estranger i es va incorporar com a entrenador a l'SK Dinamo Tbilisi, de la capital de Geòrgia, on va posar en marxa l'acadèmia de futbol. El 2012 va fer-se càrrec de la plantilla del cadet A del Màlaga CF. El 15 de juliol de 2013, va tornar a Geòrgia després de ser nomenat director dels equips base del FC Saburtalo Tbilisi.
El 24 de novembre de 2014, Carrasco va ser nomenat segon entrenador d'Àlex García (amb qui havia treballat al Dinamo Tbilisi) al CE Sabadell FC. Va deixar el club el febrer següent, quan l'entrenador va dimitir, i es va incorporar al Western Sydney Wanderers FC australià el 14 de juliol de 2015, on va romandre fins al febrer de 2017 que va acceptar una oferta del Kardemir Karabükspor de Karabük. El 6 de juliol de 2018 va tornar a canviar d'equip i de país després de ser nomenat entrenador de l'equip juvenil del FC Shakhtar Donetsk.
El 10 de novembre de 2020, un mes després de ser nomenat entrenador de l'equip sub-19, Carrasco va ser anunciat com a entrenador de la selecció de futbol Kuwait així com de l'equip sub-19 de Kuwait. El 4 d'agost de 2023, l'SK Dinamo Tbilisi va anunciar el nomenament de Carrasco com a entrenador en cap després que Giorgi Tchiabrishvili hagués deixat el club. El 7 de juny de 2024 Carrasco va deixar el seu paper d'entrenador en cap del Dinamo Tbilisi. L'11 de juny de 2024 Carrasco va signar un contracte com a entrenador del club de la primera divisió ucraïnesa LNZ Cherkasy.